# Holyoake Range
Die Holyoake Range ist ein Gebirgszug im südlichen Teil der Churchill Mountains im Transantarktischen Gebirge. Sie erstreckt sich in nordwest-südöstlicher Richtung über 40 km zwischen dem Prinz-Philip-Gletscher und dem Errant-Gletscher.
Das New Zealand Antarctic Place-Names Committee benannte sie nach dem neuseeländischen Politiker Keith Holyoake (1904–1983), der die Commonwealth Trans-Antarctic Expedition (1955–1958) massiv unterstützte.